# Gouvix
Gouvix település Franciaországban, Calvados megyében. Lakosainak száma 828 fő (2022. január 1.). Gouvix Barbery, Bretteville-sur-Laize, Cauvicourt, Cintheaux és Urville községekkel határos.

## Népesség
A település népességének változása:
| Lakosok száma | 789  | 777  | 878  | 838  | 770  | 811  | 843  | 840  | 834  | 828  |
|               | 1968 | 1982 | 1990 | 2006 | 2013 | 2015 | 2017 | 2019 | 2020 | 2022 |